# Marcos Pérez Jiménez
Marcos Evangelista Pérez Jiménez (Michelena, 25 de abril de 1914-Alcobendas, 20 de septiembre de 2001) fue un político, militar y dictador venezolano que ejerció como presidente de facto de Venezuela desde el 2 de diciembre de 1952 hasta el 23 de enero de 1958, cuando fue derrocado en un golpe de Estado llevado a cabo por sectores descontentos de las Fuerzas Armadas de Venezuela y la población, a raíz de masivas manifestaciones contra las políticas represivas que había durante su mandato. Tras iniciar su carrera militar en 1931, llegó a alcanzar el grado de general de división del Ejército de Venezuela.
Pérez Jiménez llevó su gobierno bajo el lema del Nuevo Ideal Nacional, y durante este tiempo Venezuela alcanzó niveles altos de desarrollo económico, urbanístico, industrial y social, y el bolívar mantuvo la paridad más baja (pero no superior) frente al dólar estadounidense en la historia del país. Con el aumento en la producción y en los precios del petróleo, gracias a conflictos como la guerra de Corea, se generan alzas de precio de hasta 2 dólares el barril -elevado para la época. Dicho desarrollo viene impulsado por una ambiciosa política de infraestructura, enérgicamente ejecutada y que dio como resultado obras públicas de gran envergadura, entre ellas la Autopista Caracas-La Guaira. 
En el ámbito militar, el gobierno de Pérez Jiménez profesionaliza las Fuerzas Armadas y moderniza los equipamientos. En política interior, el país experimenta un marcado aumento en los niveles de orden y seguridad civiles, mas cabe destacar que estos se derivan del carácter altamente represivo de la aprobación de la Ley de vagos y maleantes, y de organismos como la Dirección de Seguridad Nacional, amparados por dicha ley. La represión, generalmente a partidos políticos de tendencia izquierdista como Acción Democrática o el Partido Comunista, y que terminó alcanzando a casi todos los sectores políticos del país, así como a movimientos estudiantiles, se acentuó a lo largo de su mandato. 
Venezuela durante ese período recibió el mayor número de inmigrantes europeos de la historia debido a las facilidades y beneficios otorgados por el Estado venezolano.
Al dejar el poder, Pérez Jiménez se exilió en República Dominicana y luego Estados Unidos, en la ciudad de Miami, desde donde fue extraditado, juzgado y posteriormente encarcelado en Venezuela para cumplir una sentencia de cuatro años por malversación de capitales. Acogiéndose a la protección del régimen de Francisco Franco para establecer su residencia en España, en el exilio consiguió ser elegido democráticamente senador por Distrito Federal, en las elecciones de 1968; sin embargo, una demanda legal iniciada por AD y otros partidos políticos consiguió que el Tribunal Supremo de Justicia invalidara los resultados de la elección. Tras ser anulada su elección al Congreso por la Corte Suprema, busca la presidencia en 1972 para las elecciones del año siguiente, candidatura legalmente rechazada por el poder electoral venezolano. Retirado de la vida pública, a excepción de diversas entrevistas, falleció por causas naturales en el residencial de «La Moraleja», en Alcobendas, España, el 20 de septiembre de 2001.

## Biografía

### Primeros años y formación militar

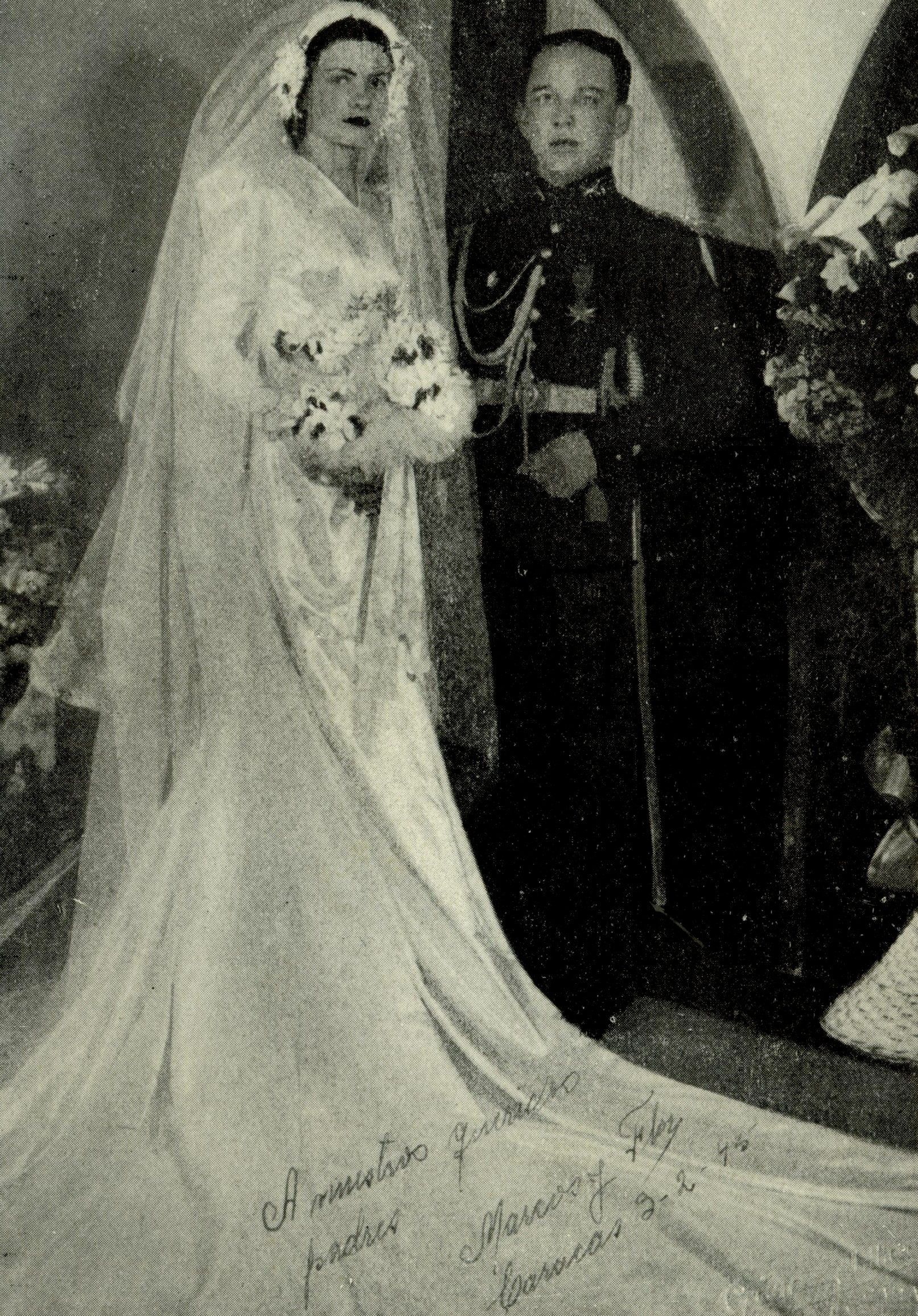
Flor Chalbaud y Marcos Pérez Jiménez el día de su boda en 1945.

Marcos Evangelista Pérez Jiménez fue bautizado así por sus padres, Juan Pérez Bustamante y Adela Jiménez. Inicia su carrera militar en 1931, al ingresar a la Escuela Militar de Venezuela, egresando como subteniente en 1933, con las más altas calificaciones de su promoción, sin que se haya superado su promedio en la historia de la Academia de Oficiales. En 1941 realiza cursos de especialización en la Escuela Militar de Chorrillos, en Lima, Perú, junto al que fuera ministro de Fomento y Obras Públicas el general de división José Cabrejo Mejía durante el gobierno militar del general Manuel Odría, siendo ascendido a capitán a su regreso a Venezuela.

### Carrera política
Formó parte de la Unión Militar Patriótica y mantuvo reuniones con miembros de Acción Democrática en contra del gobierno de Isaías Medina Angarita. Durante el golpe de golpe de Estado del 18 de octubre de 1945 en contra del presidente Isaías Medina Angarita fue arrestado en Maracay, siendo liberado tras la asunción de Rómulo Betancourt.

#### Golpe de Estado de 1948
Fue nombrado jefe de sección del Estado Mayor del Ejército por la Junta Revolucionaria de Gobierno presidida por Betancourt. Tras un período de tres años regido por una Junta Cívico Militar, fue elegido presidente el escritor Rómulo Gallegos, derrocado en breve el 24 de noviembre de 1948 por iniciativa de Pérez Jiménez y Luis Llovera Páez, sumándose Carlos Delgado Chalbaud con reservas y a última hora, dando fin al denominado Trienio Adeco. Gallegos partió al exilio y Pérez Jiménez integró la Junta militar presidida conjuntamente por Delgado Chalbaud y Luis Llovera Páez. A su vez fue ministro de Defensa de Carlos Delgado Chalbaud.  
La Junta disuelve el partido Acción Democrática, así como la Confederación de Trabajadores de Venezuela (CTV). Delgado Chalbaud es asesinado en Caracas, asumiendo la presidencia Germán Suárez Flamerich. Pérez Jiménez retiene sus funciones hasta el asesinato de Carlos Delgado Chalbaud en Caracas el 13 de noviembre de 1950. La Junta Militar pasa a ser la nueva Junta de Gobierno, ascendiendo Germán Suárez Flamerich, entonces embajador de Venezuela en Perú, a la presidencia de la misma. Sobre la Junta y Germán Suárez ejerce Pérez Jiménez una inmensa influencia, siendo en la praxis quien domina las riendas del poder. 

### Fraude electoral de 1952

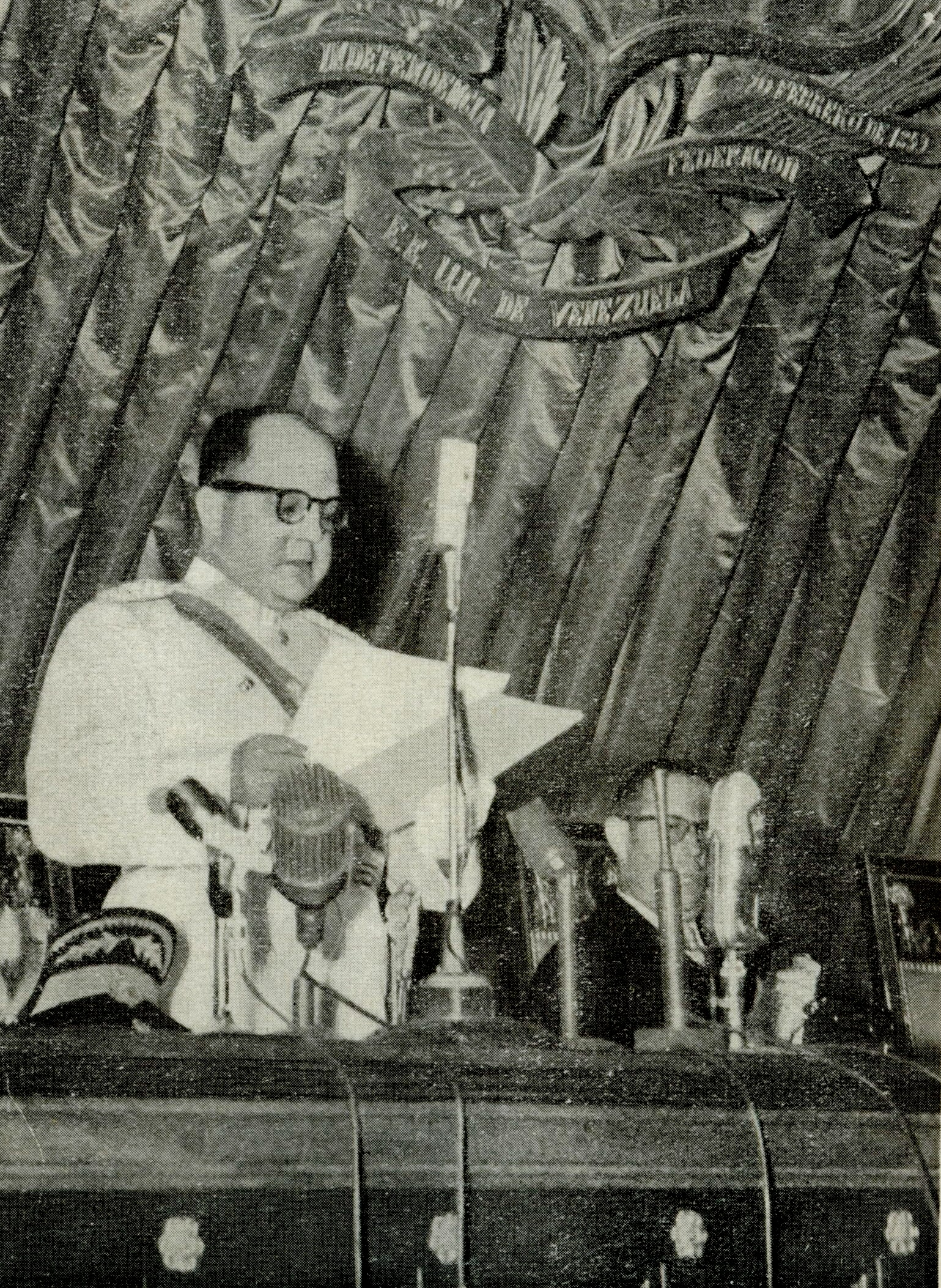
Marcos Pérez Jiménez en su discurso inaugural en 1952.

El 30 de noviembre de 1952 la Junta de Gobierno llamó a elecciones para elegir una Asamblea Nacional Constituyente que debía sancionar una nueva Constitución y poner fin al gobierno transitorio. Estas elecciones las ganó el partido Unión Republicana Democrática (URD). Sin embargo, cuando los primeros resultados indicaban que Unión Republicana Democrática, dirigida por Jóvito Villalba y Mario Briceño Iragorry, iba a ganar las elecciones, el partido oficialista Frente Electoral Independiente (FEI) (promovido por Pérez Jiménez) desconoció el triunfo y nombró a Pérez Jiménez presidente provisional de Venezuela. Estas elecciones fueron consideradas fraudulentas por la oposición política. En ellas participaron tres partidos: el oficialista FEI, COPEI y URD. Los partidos de oposición habían formado una coalición contra el FEI, sumándose a ellos los partidos clandestinos Acción Democrática y el Partido Comunista de Venezuela). Denunciando al gobierno provisional y sus atropellos contra los venezolanos y la constitución, amasaron los votos de los partidos inhabilitados para competir en las elecciones. Para ello, la Junta había promulgado un nuevo reglamento del Consejo Supremo Electoral en el que se establecía el voto obligatorio para los ciudadanos mayores de 21 años, estrategia que condujo al triunfo de URD. El día mismo de las elecciones el Consejo Supremo Electoral suspendió los escrutinios, y el 2 de diciembre Marcos Pérez Jiménez proclamó su victoria electoral. Con URD y otros partidos ilegalizados o en el exilio, y el COPEI dividido entre nuevos perezjimenistas y opositores, el 17 de abril de 1953 Pérez Jiménez se proclama presidente constitucional para el período 1953-1958 y gobierna el país en relativa calma por los siguientes años.

## Presidencia (1952-1958)
El 2 de enero de 1954, el gobierno ordena la libertad de más de 400 detenidos políticos e invita a regresar a los exiliados.[cita requerida] En febrero, circula un manifiesto clandestino del Partido Comunista de Venezuela sobre la próxima reunión en Caracas de la Conferencia Interamericana, bajo el título «Una reunión dirigida a acentuar la dominación imperialista yanqui sobre los países latinoamericanos».[cita requerida]

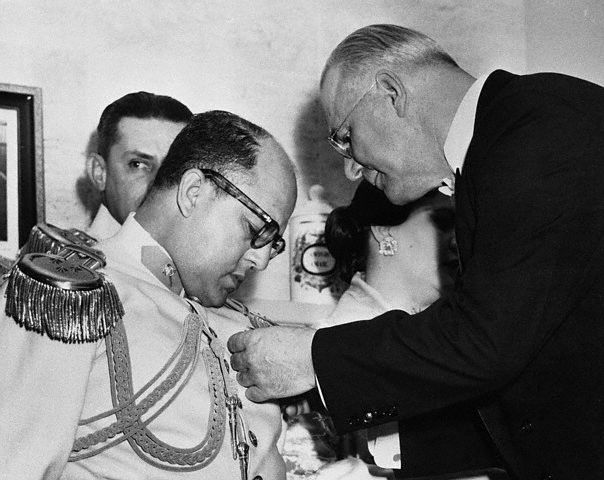
Recibiendo la «Legion of Merit» en Caracas el 13 de febrero de 1954, por parte del embajador de los Estados Unidos en Venezuela, Fletcher Warren. Esta es la condecoración más alta otorgada por ese país a personalidades extranjeras.

Con Pérez Jiménez, en 1953 el Congreso aprobó una nueva Constitución Nacional en la cual se le cambió el nombre al país de Estados Unidos de Venezuela (nombre que tenía desde 1864) a República de Venezuela. Sin embargo se suprimieron algunos derechos sociales establecidos en la Constitución de 1946.
El gobierno de Marcos Pérez Jiménez consagra como Semana de la Patria los días que concluyen con el 5 de julio. Los destina a rendir homenaje a los héroes de la nacionalidad, en una combinación de actos en los cuales se mezclan la exaltación de los libertadores y las realizaciones del gobierno, como la reedición de nuevos tiempos dedicados a engrandecer la patria.
Empleados públicos de todos los niveles, estudiantes de primaria y secundaria y algunos grupos artísticos subsidiados desfilan en todas las ciudades ante las autoridades locales, al compás de bandas secas. En Caracas presiden las ceremonias el presidente de la República y los altos dignatarios del Estado. Cada 2 de diciembre, fecha aniversario de la ascensión de Pérez Jiménez al poder, se ratifican los postulados del «Nuevo Ideal Nacional» y son inauguradas grandes obras públicas y es recibida en Caracas la imagen de la Virgen de Coromoto, proclamada por el Gobierno como la patrona de aquellas celebraciones. Se inicia la celebración de la Semana de la Patria y en aquella ocasión, destaca la asistencia de delegaciones militares de varios países de América y Europa.
Unido a estas conmemoraciones patrióticas que buscaban afincar tradiciones que expresaran lo positivo del espíritu venezolano se complementaba con la aportación de nuevas energías que ayudasen a mejorar la calidad del venezolano para ello se promovía la inversión de capitales extranjeros y la inmigración de europeos con el objetivo de mejorar el componente étnico de la nación venezolana, visión está orientada a corregir vicios de la población, que los mantienen como pueblo atrasado, mejorándolo y formándole un espíritu al trabajo que lo ayuden a comprender sus reales funciones como ciudadano. De la misma manera y en la búsqueda del «Nuevo Ideal Nacional», con el mejoramiento integral de los habitantes del país, se promovió la «extirpación» del rancherismo, como decía el propio Pérez Jiménez, el cual consideraba uno de los males principales para el deterioro de la sociedad, para ello se censó la cantidad de ranchos y se realizó un plan con las características propias de las obras de Pérez Jiménez para residencias y súper bloques que ayudaran a cambiar el medio y la mentalidad del habitante del rancho.
La gobierno presidido por Pérez Jiménez se caracterizó por su excesiva represión a la disidencia y tortura contra los detenidos. Por ejemplo, el historiador Manuel Vicente Magallanes, preso durante esta dictadura, explicaba que en las sedes de la Dirección de Seguridad Nacional de todo el país los presos políticos fueron sometidos a las diferentes métodos de tortura, como la cámara de hielo, ring, golpes con bolas de acero, cintillos eléctricos, planazos, tórtoles y otras formas de maltrato físico. Para ese entonces, la plaza Colón de la urbanización Los Caobos era el epicentro de las protestas estudiantiles. En la celebración del Día de la Raza en 1951, fueron arrestados diversos venezolanos que protestaban en contra de la dictadura: José Amín, Miguel Astor Martínez, Antonio Ávila Barrios, Francisco Barrios, Federico Estaba, Gerardo Estaba, Luis José Estaba, Darío Hernández, Manuel Vicente Magallanes, Eloy Martínez Méndez, Salón Meza Espinosa y Juan Regalado. Este grupo fue conocido como el de "Los Doce Apóstoles" por haber sido una docena de detenidos. Los doce apóstoles fueron obligados a permanecer juntos de pie durante tres días, privados de hacer necesidades fisiológicas. Cada uno fue torturado de forma personalizada.
Con los poderes que le facilitaba la dictadura, y los recursos que proporcionaba la explotación del petróleo, Pérez Jiménez promovió las inversiones de capital extranjero y la inmigración, proveniente principalmente de España, Italia y Portugal, e impulsó un vasto y ambicioso programa de infraestructura con el uso de concreto armado para la construcción de grandes obras y edificaciones: viviendas populares, puentes, modernas carreteras que unían y renovaban los lazos entre estados y ciudades del país. Con estas obras modernizó el país, bajo un férreo régimen militar.

### Nuevo Ideal Nacional
El Nuevo Ideal Nacional se puede catalogar como un movimiento de derechas basado en una mezcla de Nacionalismo, Militarismo, Conservadurismo y Keynesianismo. El sector privado (Creole Petroleum Corporation y Royal Dutch Shell) manejaban la industria petrolera y aportaban al Estado Venezolano las regalías correspondientes. El Estado venezolano invertía las regalías en obras de infraestructura (hospitales, autopistas, puertos, etc.) que demandasen una gran mano de obra. De esta forma el Estado venezolano no intervenía directamente el mercado en favor de un grupo de personas (Socialismo) sino lo hacía indirectamente a través de obras de infraestructura (Keynesianismo). El Nuevo Ideal Nacional también tiene elementos de Libre Mercado pues mantuvo siempre las fronteras abiertas a productos estadounidenses los cuales eran fácilmente accesibles por los venezolanos. Esta política solo duró hasta 1959 cuando el presidente Romulo Betancourt promovió la Industrialización por Sustitución de Importaciones con el fin de generar la industrialización del país. Esta política inicio con resultados desastrosos con Oligopolios Empresariales produciendo bienes nacionales muy costosos y de baja calidad y dejando a los venezolanos alejados del acceso a productos importados de excelente calidad. En la actualidad ofrece resultados mixtos donde hay productos muy buenos pero otros de mediocre calidad, se puede citar que los sueros para los hospitales son producidos en el país actualmente pero productos tecnológicos carecen de la calidad de exportación.
Como movimiento político, el Nuevo Ideal Nacional se arraigaba en la tradición, los recursos naturales, la situación geográfica de la Nación, en cuya función Venezuela debía tener un ideal nacional, y la finalidad suprema de este ideal era: «Lograr para Venezuela un puesto de honor entre las naciones y hacer una Patria cada día más próspera, digna y fuerte». Los objetivos del Ideal Nacional son la transformación progresiva del medio físico y el mejoramiento integral (material, moral e intelectual) de los habitantes.
Marcos Pérez Jiménez es el autor del Nuevo Ideal Nacional y argumentaba que en Venezuela existía una ausencia de un ideal apropiado que integrara la mística nacional, la convicción conjunta y el empeño colectivo en servicio de la patria. El Nuevo Ideal Nacional es el común denominador espiritual de los venezolanos para el engrandecimiento de la Patria. Plantea una fusión del sector público y privado para desarrollar y servir a la Nación. La política del bien nacional se basa en la elevación y el noble aprovechamiento de los venezolanos para situar a Venezuela en la cúspide de América. La transformación del medio físico y el mejoramiento de las condiciones morales, intelectuales y materiales de los venezolanos. Que tenía como pilares la historia patriótica como fuente de valores morales y el aprovechamiento adecuado de los recursos naturales del país y la privilegiada ubicación geográfica para mejorar la suerte de los venezolanos legando a las generaciones una patria más prospera. Este aprovechamiento basado en una inversión pragmática y la promoción de la inversión extranjera promovió el pleno empleo en Venezuela para la época. Se podía definir también como una mezcla de antiguas ideas liberales y positivistas de la necesidad de asegurar el orden para el progreso y del desarrollo económico mediante la inmigración de personas, inversión de capitales y aumento del consumo para expandir la producción nacional.

### Infraestructura
Entre las obras realizadas entre 1953 y 1958 se destacan:
| Obra | Año de construcción | Materiales             | Valor de la obra          | Horas hombre | Personas involucradas | Impacto                                             | Tipo de obra | Sector          | Notas |
| --- | ------------------- | ---------------------- | ------------------------- | ------------ | --------------------- | --------------------------------------------------- | ------------ | --------------- | --- |
| Autopista Caracas - La Guaira | 1950-1953           | Hormigón armado, acero | 180 millones de bolívares | 3,000,000    | 10,000                | Alta, facilita transporte entre Caracas y La Guaira | Vial         | Transporte      | Considerada la carretera más costosa del mundo en su época, importante obra de ingeniería en América Latina. El Viaducto N.º 1 colapsó en 2006. |
| Autopista Regional del Centro | 1950s-1970s         | Asfalto, hormigón      | 500 millones de bolívares | 4,500,000    | 12,000                | Alta, conecta importantes ciudades                  | Vial         | Transporte      | Conecta Caracas con Valencia, una de las principales arterias viales del país.                                                                  |
| Avenida Urdaneta | 1953                | Asfalto                | 100 millones de bolívares | 800,000      | 3,000                 | Alta, conecta zonas importantes                     | Vial         | Transporte      | Inaugurada durante el gobierno de Marcos Pérez Jiménez.                                                                                         |
| Avenida Francisco de Miranda | 1950s               | Asfalto                | 120 millones de bolívares | 900,000      | 4,000                 | Alta, principal arteria del este                    | Vial         | Transporte      | Principal arteria del este de Caracas. |
| Avenida Libertador | 1950s               | Asfalto                | 130 millones de bolívares | 1,000,000    | 4,500                 | Alta, conexión este-oeste                           | Vial         | Transporte      | Conecta el oeste y el este de Caracas. |
| Autopista Francisco Fajardo | 1950s               | Asfalto, hormigón      | 400 millones de bolívares | 3,500,000    | 10,000                | Alta, conecta varias zonas                          | Vial         | Transporte      | La principal autopista que atraviesa Caracas.                                                                                                   |
| Embalse y Represa sobre el río Guárico | 1956                | Hormigón               | 300 millones de bolívares | 2,500,000    | 7,000                 | Alta, suministro de agua                            | Hidráulica   | Agua            | Importante para el riego y abastecimiento de agua.                                                                                              |
| Teleférico de Mérida | 1958                | Acero, hormigón        | 100 millones de bolívares | 1,000,000    | 3,500                 | Alta, turismo y transporte                          | Transporte   | Turismo         | El teleférico más alto y largo del mundo. |
| Teleférico de Caracas | 1950s               | Acero, hormigón        | 80 millones de bolívares  | 900,000      | 3,000                 | Alta, turismo y transporte                          | Transporte   | Turismo         | Conecta Caracas con el Ávila. |
| Hotel Humboldt | 1956                | Hormigón, vidrio       | 70 millones de bolívares  | 600,000      | 2,500                 | Alta, turismo                                       | Edificación  | Turismo         | Icono de la arquitectura moderna, construido en 7 meses.                                                                                        |
| Centro Simón Bolívar | 1954                | Hormigón, acero        | 150 millones de bolívares | 1,200,000    | 5,000                 | Alta, comercial y administrativa                    | Edificación  | Gobierno        | Los edificios más altos de Venezuela en su tiempo.                                                                                              |
| Círculo Militar de Caracas | 1955                | Hormigón               | 80 millones de bolívares  | 700,000      | 2,500                 | Alta, social y recreativo                           | Recreativo   | Entretenimiento | Centro social y deportivo militar. |
| Paseo Los Próceres | 1956                | Mármol, hormigón       | 50 millones de bolívares  | 400,000      | 1,500                 | Alta, cultural                                      | Monumental   | Cultura         | Monumento conmemorativo en Caracas. |
| Ciudad Vacacional Los Caracas | 1950s               | Hormigón               | 60 millones de bolívares  | 500,000      | 2,000                 | Alta, turismo                                       | Recreativo   | Turismo         | Complejo turístico en el litoral central. |
| Reactor nuclear RV-1 | 1958                | Hormigón, acero        | 200 millones de bolívares | 1,800,000    | 6,000                 | Alta, investigación nuclear                         | Científica   | Energía         | Primer reactor nuclear en América del Sur. |
| Puente sobre el Río Chama | 1950s               | Hormigón               | 40 millones de bolívares  | 300,000      | 1,200                 | Alta, conexión vial                                 | Vial         | Transporte      | Actualmente abandonado y derruido. |
| Urbanización 2 de diciembre | 1958                | Hormigón               | 100 millones de bolívares | 800,000      | 3,000                 | Alta, residencial                                   | Urbanística  | Vivienda        | Urbanización construida en el gobierno de Pérez Jiménez.                                                                                        |
| Hotel Tamanaco | 1953                | Hormigón, acero        | 90 millones de bolívares  | 700,000      | 2,800                 | Alta, turismo                                       | Edificación  | Turismo         | Hotel de lujo en Caracas. |
| Hotel de Golf Maracay | 1950s               | Hormigón, acero        | 80 millones de bolívares  | 600,000      | 2,500                 | Alta, turismo                                       | Edificación  | Turismo         | Conocido como Hotel Maracay. |
| Ciudad Universitaria de Caracas | 1943-1954           | Hormigón, acero        | 500 millones de bolívares | 4,500,000    | 15,000                | Alta, educativa                                     | Educativa    | Educación       | Ejemplo del movimiento moderno arquitectónico inspirado en la Bauhaus.                                                                          |
| Centro comercial Helicoide | 1950s               | Hormigón               | 200 millones de bolívares | 1,800,000    | 6,000                 | Alta, comercial                                     | Comercial    | Comercio        | Obra no culminada, usada posteriormente como centro penitenciario.                                                                              |
| Hospital Universitario de Caracas | 1954                | Hormigón               | 150 millones de bolívares | 1,200,000    | 5,000                 | Alta, salud                                         | Salud        | Salud           | Importante centro de salud y formación médica.                                                                                                  |
| Jardín botánico de la Universidad Central de Venezuela | 1958                | Hormigón, vegetación   | 50 millones de bolívares  | 400,000      | 1,500                 | Alta, investigación y recreación                    | Científica   | Investigación   | Parte del campus de la Ciudad Universitaria de Caracas.                                                                                         |
| Biblioteca Henri Pittier | 1950s               | Hormigón               | 20 millones de bolívares  | 200,000      | 1,000                 | Alta, educativa                                     | Educativa    | Educación       | Biblioteca en la Ciudad Universitaria de Caracas.                                                                                               |
| Estadio Universitario de Caracas | 1952                | Hormigón               | 20 millones de bolívares  | 1,000,000    | 4,000                 | Alta, deportiva                                     | Recreativo   | Deporte         | Principal estadio de béisbol en Caracas, utilizado por Leones del Caracas y Tiburones de La Guaira.                                             |
| Torre del Reloj de la UCV | 1953                | Hormigón               | 5 millones de bolívares   | 200,000      | 1,000                 | Alta, cultural                                      | Monumental   | Cultura         | Icono arquitectónico y símbolo de la UCV. |
| Biblioteca Central de la UCV | 1954                | Hormigón               | 10 millones de bolívares  | 500,000      | 2,000                 | Alta, educativa                                     | Educativa    | Educación       | Principal biblioteca del campus universitario.                                                                                                  |
| Aula Magna | 1953                | Hormigón, acero        | 60 millones de bolívares  | 600,000      | 2,500                 | Alta, cultural                                      | Monumental   | Cultura         | Sala de conciertos con las Nubes Flotantes de Alexander Calder.                                                                                 |
| Fuente: The Stadium Guide, Estadios FC, Football Tripper, Trek Zone, Diario Avance, Sygic Travel, Caracas Chronicles, World of Stadiums, Insite, Venezuela Streets, IVIC. |                     |                        |                           |              |                       |                                                     |              |                 | |

El 2 de marzo de 1954, a propósito de la apertura de la X Conferencia Interamericana, en la Ciudad Universitaria de Caracas se inauguraron los espacios de la plaza Cubierta, el Aula Magna y la Biblioteca Central. Es considerada una de las grandes creaciones de la arquitectura del siglo XX. Este complejo, concebido como un conjunto único y excepcional fue declarado Patrimonio de la Humanidad en el 2000 por la UNESCO.
También destacan el cuartel de las Fuerzas Armadas de Cooperación, el Instituto de Nutrición, la Concha Acústica y la escuela Agustín Aveledo, el hotel del Lago en Maracaibo y el hospital Médico Quirúrgico en Maiquetía. En el Estado Lara, el edificio Nacional (Actual sede del Poder Judicial), el Hospital Central Universitario Antonio María Pineda, la Escuela de Enfermeras; el Obelisco de Barquisimeto y la Escuela Interamericana de Agricultura en Rubio (Edo. Táchira).

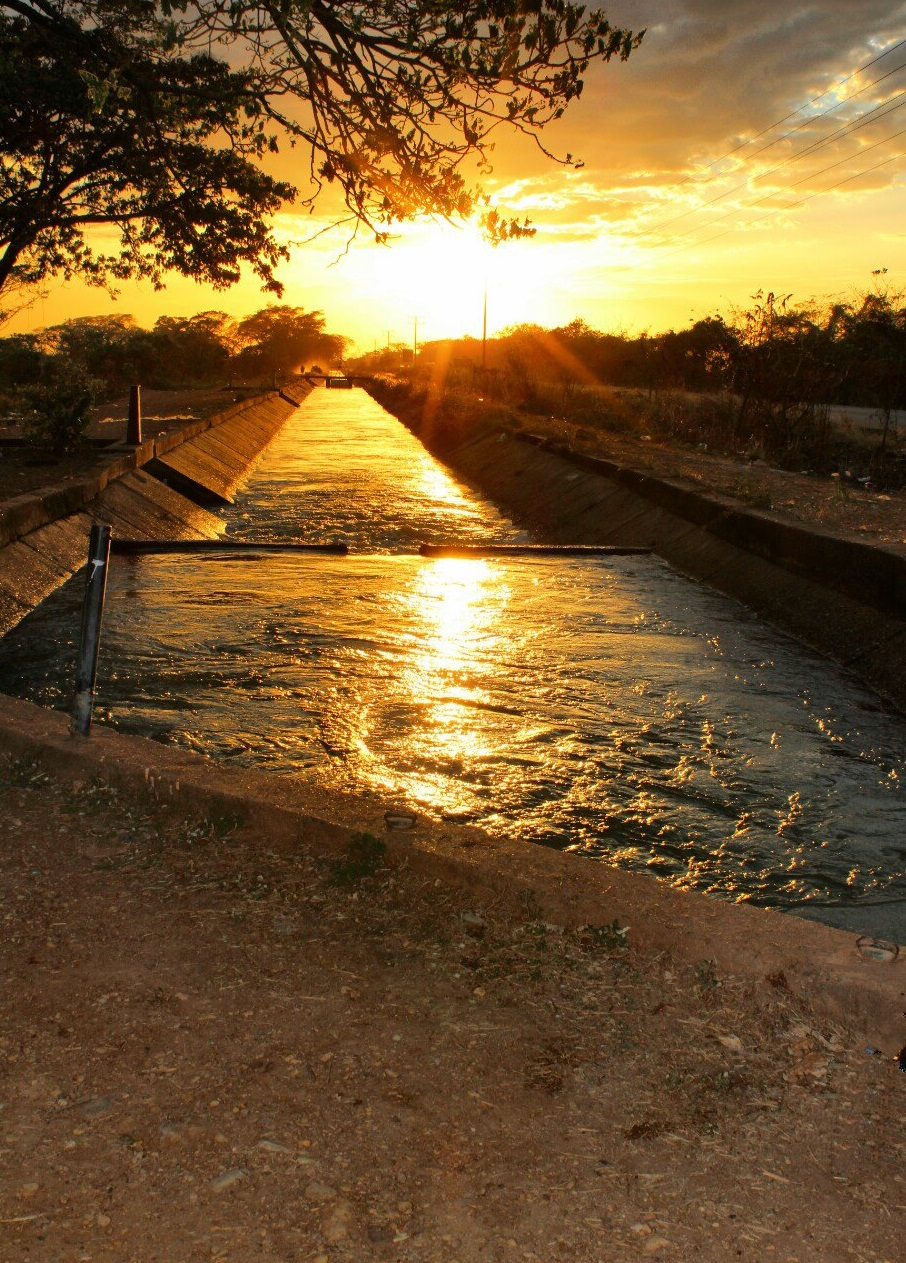
Sistema de riego de Calabozo, en el km 18

Con el régimen militar se aplica, en cambio, una política de «puertas abiertas», que atrae significativo número de españoles, italianos y portugueses, estos últimos con alto grado de concentración en la región capital. Los inmigrantes traen voluntad de trabajo, desplazados como estaban en la Europa de posguerra. Se dedican a la construcción, el comercio, especialmente panaderías, restaurantes, cafeterías, agricultura, industria y obras públicas. Se promovió la inmigración de mano de obra especializada para sus proyectos de infraestructuras desde Europa. Se impulsó un ambicioso programa de infraestructura y de concreto armado, con la construcción de edificaciones, carreteras, puentes y obras de gran envergadura con las que modernizó al país gracias en parte a las exportaciones de petróleo que generaban enormes cantidades de divisas.
Durante su gobierno fue firmado el anteproyecto de la Siderúrgica nacional que le fue encomendado a 7 grupos industriales de distintos países (Italia, Alemania, Bélgica, Estados Unidos, Francia, Inglaterra, y Noruega). En una alocución dirigida a los venezolanos expresa, tras la inauguración de 2 importantes obras como son la Autopista Caracas - La Guaira, obra iniciada en 1950 y el Círculo de las Fuerzas Armadas, dando el primer paso hacia aquella forma de Estado. Además se fundamenta la propuesta definitiva que incluye los planes extraordinarios sometidos al control del Gobierno, entre ellos: la planta Siderúrgica del Orinoco, el sistema de electrificación del río Caroní, el Plan Ferroviario Nacional, el Sistema de riego del Río Guárico, las zonas turísticas de los Estados Mérida y Nueva Esparta.
En cada rincón del territorio nacional se ordenó construir una plaza en honor al Libertador Simón Bolívar. Se construyeron las primeras autopistas como las de Caracas con sus novedosos e imponentes distribuidores, la avenida Soublette de La Guaira, y la de Valencia - Tejerías. La carretera Panamericana fue un logró sin precedente desde el Táchira hasta Caracas, con un trazado nuevo y moderno que incorpora a la productividad nacional el sur del Lago de Maracaibo. La carretera de los llanos Barinas - San Cristóbal, y la Barinas - Apartaderos, dieron salida a los Andes. La Represa del río Guárico en Calabozo, el dragado del Orinoco y la Barra de Maracaibo, permitieron el acceso a las grandes fuentes de recursos naturales. La modernización del Puerto de La Guaira, el plan «salud» con un hospital en cada Estado de la República, edificios para las Casas Sindicales de Caracas y San Cristóbal, son solo algunas de sus obras más importantes.
En todas las ciudades del interior se construyeron las vías centrales de orden circulatorio. Los inmensos conglomerados de los súper bloques de viviendas. Los ranchos que habían proliferado en los cerros, fueron demolidos y en su lugar se construyeron parques y viviendas dignas. El Seguro Social Obligatorio fue tan eficiente y efectivo que sirvió de ejemplo para las naciones del hemisferio. Se inició la red ferroviaria y la construcción de la carretera de la costa que uniría todos los puntos orientales y occidentales del país. Venezuela reafirmó su soberanía en el archipiélago de Los Monjes y se preparaba a recuperar la Guayana Esequiba. El mundo entero veía con envidia y preocupación el desarrollo que había alcanzado Venezuela en menos de cinco años todo esto en función al Nuevo Ideal Nacional.
El incremento de los ingresos fiscales fue considerable, como consecuencia una gran producción petrolera, producto del otorgamiento de mayores concesiones y al hecho circunstancial del ‘problema’ Árabe en 1956, que favoreció la mayor colocación del crudo venezolano en el mercado internacional. Con Pérez Jiménez Venezuela alcanza el ápice del desarrollo económico americano y se inició un Plan Nacional de obras civiles, que logró el pleno empleo nunca antes visto en Latinoamérica. Tal fue la dinámica económica que se logró con esta política de la construcción impulsada por Pérez Jiménez, que hubo necesidad de abrir las fronteras para que los extranjeros cubrieran las plazas vacantes, ya que el país gozaba de «Pleno Empleo».

### Ciencia y tecnología
La década de los años 50 es considerada la época en la que comienza la institucionalización de la ciencia y el desarrollo de una verdadera política científica en Venezuela que dio paso a la producción de conocimiento científico sistemático, financiado, con reconocimiento social y con el apoyo directo del estado venezolano o de la empresa privada. Durante estos años iniciales la política científica en Venezuela le dio mayor peso a las ciencias básicas que a las ciencias aplicadas y el desarrollo tecnológico.

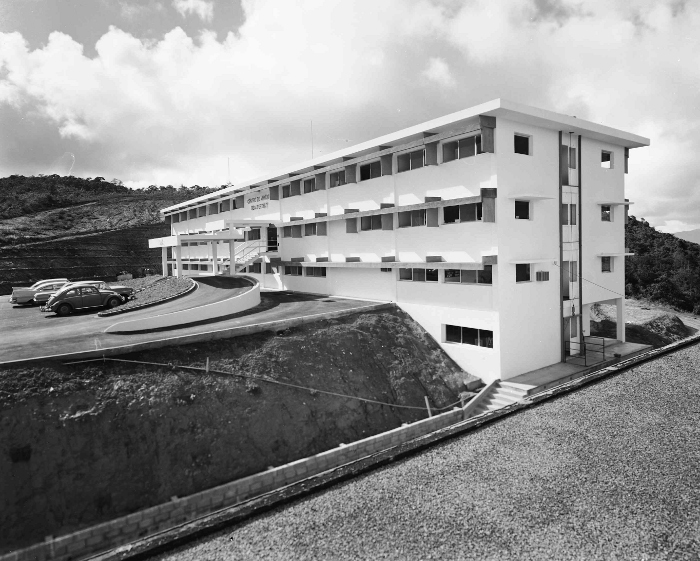
IVNIC en Altos de Pipe en sus inicios

El 29 de abril de 1954 fue fundado el Instituto Venezolano de Neurología e Investigaciones Cerebrales (IVNIC) en los terrenos de Altos de Pipe bajo la dirección de Humberto Fernández-Morán. Fueron contratados varios investigadores extranjeros principalmente especializados en la investigación biomédica, así como también se contrató la compra e instalación de un Reactor Nuclear del Centro de Física, el primero en su tipo en Latinoamérica.

### Inmigración
Con el fin de la Segunda Guerra Mundial y de la guerra civil española numerosos europeos se vieron en la necesidad de abandonar sus hogares en busca de futuro. Unos querían hallar un nuevo horizonte, otros evadir el hambre y muchos buscaban un lugar donde rehacer sus vidas. Y se embarcaron en gran parte hacia Venezuela. Encontraron una Venezuela tranquila, donde se gestaba un crecimiento planificado, sobre todo en la construcción de grandes infraestructuras, una expansión del mercado interno y la modernización agrícola, lo que la convertía en suelo perfecto para olvidar la guerra y echar raíces. Así fueron llegando italianos, portugueses, españoles, búlgaros, alemanes, húngaros, holandeses y rusos, entre otras colonias de la Europa devastada por la hambruna y la guerra. Entre todos los grupos de colonias de emigrantes las más numerosas fueron la de los italianos, españoles, y portugueses. Las 3 compartían razones similares para abandonar sus naciones: la huida de un régimen dictatorial, las atrocidades de la posguerra, el hambre, el desempleo y la búsqueda de la tan anhelada estabilidad económica. La mayoría llegó en barco al puerto de La Guaira en el Caribe venezolano.
Según archivos de la Oficina Arquidiocesana de Caracas, entre 1951 y 1958 llegaron al país 200.000 gallegos y canarios, quienes se insertaron en oficios como agricultura, carpintería, albañilería y transporte público. Luego de la primera etapa de adaptación, muchos se convirtieron en pequeños empresarios dedicados al comercio, las finanzas y la industria, sobre todo en la metalúrgica y manufactura. Venezuela necesitaba agricultores. Existía un déficit de producción de unas 55 000 toneladas anuales de azúcar y de 50 000 toneladas de arroz, entre otros productos, y se requería cubrir la demanda con producción interna. Además, aumentaba la explotación petrolera, por lo que muchos venezolanos abandonaron el campo para dedicarse a la lucrativa actividad en las ciudades, y este vacío fue aprovechado por los inmigrantes. Lo mismo ocurrió en la construcción, sector en el que también encontraron un nicho de mercado importante. Cada colonia fue dedicándose a una «especialidad» relacionada con las actividades que se desarrollaban en su país de origen. Fue así como los gallegos se dedicaron a producir hortalizas, los canarios al comercio de plátanos y los italianos a la agricultura, construcción, manufactura de calzado, venta de carne y otros alimentos, los holandeses y alemanes a los embutidos y quesos, los portugueses a las panaderías y areperas. Después, muchos de ellos se transformaron en comerciantes. A finales de los 50 el Franquismo atravesaba una de sus peores crisis económicas. La vida se volvió más difícil y se produjeron nuevas estampidas. Cientos de españoles de edades que oscilaban entre los 16 y los 45 años llenaron las bodegas de los barcos hacia América, y en especial hacia un destino más prometedor en La Petrolera Venezuela. En todos los casos, gente trabajadora, jornaleros del campo y del sector de la construcción. Era la mano de obra que precisaba el Gobierno del general Marcos Pérez Jiménez para la transformación del país que se acometió decididamente en aquellos años.
El Nuevo Ideal Nacional considerará el acervo de pueblos indígenas como atávico para el desarrollo, borrando los aportes afrodescendientes a través de la imposición de la ideología del mestizaje que llevó a cabo un proyecto de blanqueamiento de la nación a través de sus políticas de atracción de inmigración europea. En conjunto con los procesos de industrialización, urbanización y tecnificación de la sociedad, la inmigración y el blanqueamiento racial y étnico del país serán procesos interdependientes para el gobierno nacional y su proyecto desarrollista.

### Plebiscito de 1957
El período constitucional de Marcos Pérez Jiménez finalizaba según la misma constitución elaborada por su gobierno a finales de 1957. Pérez Jiménez opta por organizar rápidamente un órgano electoral que convocaría un Referéndum o plebiscito el 15 de diciembre de 1957 para decidir sobre si la población aprobaba o rechazaba la reelección del gobierno Perezjimenista para el período 1958-1963 de aprobarse no solo se ratificaría al presidente en su cargo sino a todos sus candidatos al Congreso Nacional, Asambleas legislativas estadales y concejos municipales de manera automática. Según los datos oficiales del gobierno de Pérez Jiménez la población aprobó por mayoría su continuidad en el gobierno, sin embargo, ningún partido u organización opositora reconoció su victoria. El plebiscito pasó a la historia como un fraude electoral.

### Supuesto intento de magnicidio
El 9 de agosto de 1956, Pedro Estrada, director de la Dirección de Seguridad Nacional, descubrió un supuesto complot para asesinar a Pérez Jiménez. Por estas acciones fueron detenidos Ramón J. Velásquez, José Gerbasi, Mario Pérez Pisanti, Guillermo Muñoz, Esteban Rey, Horacio Chacín Ducharne, Manuel Vicente Magallanes y otros más, sin embargo jamás se demostraron los cargos en contra de ninguno de ellos.

### 23 de enero de 1958

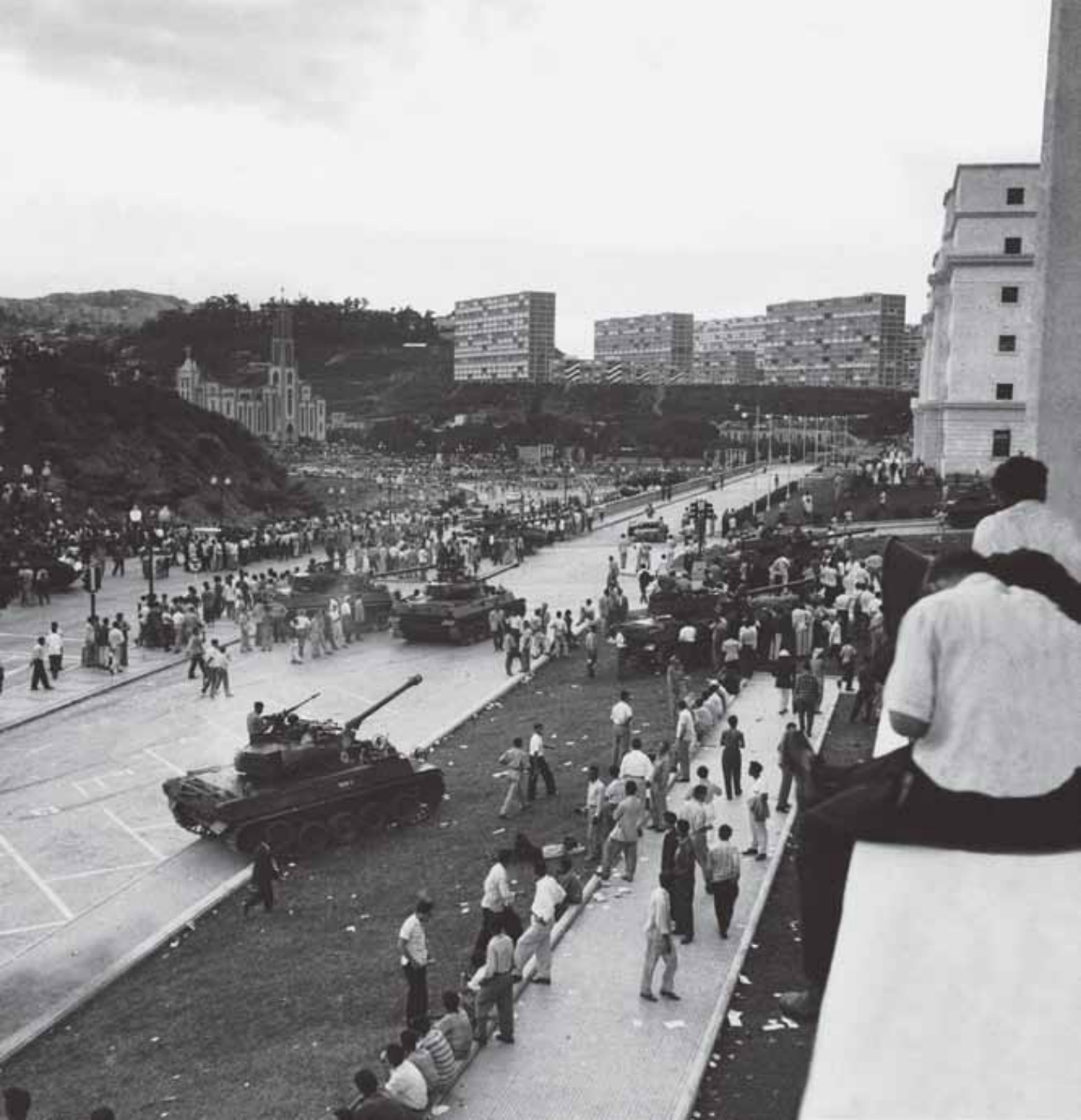
Tras algunos antecedentes de rebelión militar y huelgas civiles, Pérez Jiménez es derrocado el 23 de enero

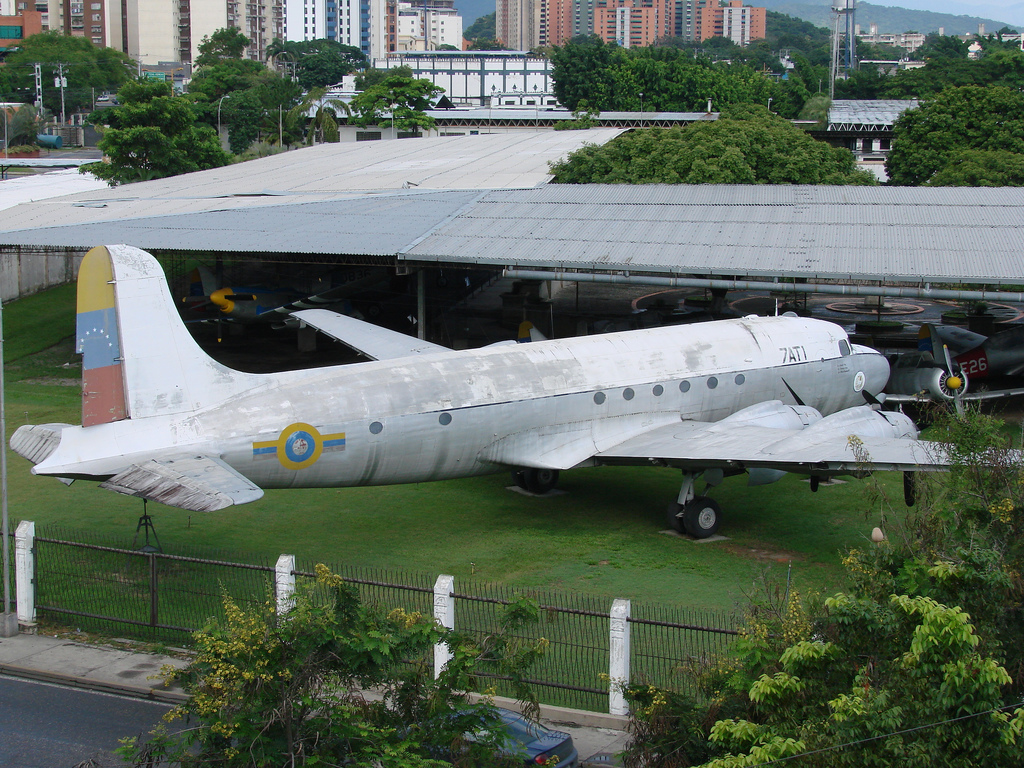
La Vaca Sagrada, avión donde emprendió la huida Marcos Pérez Jiménez en 1958

El primero de enero de 1958 se produjo el primer intento de rebelión militar contra Pérez Jiménez. El movimiento encabezado por el coronel Hugo Trejo contó con la participación de un buen número de oficiales de la guarnición de Caracas y de Maracay, principalmente de la Fuerza Aérea. Este levantamiento militar fracasó y sus principales dirigentes fueron detenidos por el gobierno. Sin embargo, a partir del primero de enero la crisis interna del régimen se hizo cada día más grave. Se produjeron nuevos brotes insurreccionales en las fuerzas armadas y el movimiento popular se manifestó con más vigor en la lucha contra Marcos Pérez Jiménez.
Se acentuó la represión; las cárceles se llenaron de presos políticos; fueron cerrados los liceos y reprimido el movimiento estudiantil. Pero el movimiento popular iba en ascenso. Densos sectores sociales se incorporaban activamente a la lucha: intelectuales, médicos, abogados, profesores, ingenieros, suscriben manifiestos de denuncia contra el régimen. Esto significaba pérdida de prestigio en la institución armada que aparecía comprometida de hecho con los desmanes del régimen. En las calles se suceden manifestaciones y motines.
A mediados de enero la Junta Patriótica llamó a la huelga general para el día 21. El 21 de enero comienza la huelga de prensa y horas después de esta, la huelga general convocada por la Junta Patriótica. El paro se cumplió a cabalidad y en muchos sitios de Caracas se produjeron enfrentamientos con las fuerzas del gobierno.
El 22 se reúnen altos jefes militares en la Base Naval de Mamo y en la Comandancia General de la Marina en el Centro Simón Bolívar para considerar la situación. Sus deliberaciones concluyen formando una Junta Militar de Gobierno que pide la renuncia a Pérez Jiménez. Para la noche del día 22, la Marina de Guerra y la Guarnición de Caracas se pronunciaron contra el régimen; y Pérez Jiménez, privado de todo apoyo en las Fuerzas Armadas, huyó en la madrugada del 23 de enero, rumbo a Ciudad Trujillo (hoy Santo Domingo) en República Dominicana. Huyó por medio del monoplano Douglas C-54 Skymaster, conocida como “La Vaca Sagrada”, con registro oficial 7-ATl, siendo acompañado del piloto, mayor José Cova Rey; su esposa, Flor María Chalbaud, sus tres hijas, su suegra; Luis Llovera Páez, Pedro Gutiérrez Alfaro, Antonio Pérez Vivas, Raúl Soulés Baldó y Fortunato Herrera. Sería recibido por el dictador dominicano Rafael Leónidas Trujillo, pero antes haría escala en Curazao.
Ese día, turbas enardecidas salieron a las calles, en todo el país, a celebrar la caída del régimen y a tratar de acabar con los funcionarios que se habían ensañado en la persecución política. Miembros de la Dirección de Seguridad Nacional fueron linchados; otros se escondieron por largo tiempo o escaparon al exterior.
En lugar de Pérez Jiménez tomaba el poder una Junta presidida por el contraalmirante Wolfgang Larrazábal. Pérez Jiménez huyó inicialmente a la República Dominicana, pero después de que su protector fuera asesinado, y el país gradualmente cayera en turbulencia, el general temiendo que sería asesinado o extraditado de nuevo a Venezuela, se trasladó a los EE. UU. donde hizo algunas inversiones importantes. Después de que el Gobierno de Rómulo Betancourt hiciera un pacto con el presidente John F. Kennedy (USA) para lograr su extradición hacia Venezuela y pasara por un encarcelamiento, se trasladó a España, donde vivía cómodamente con los 250 millones de dólares (que se calculaban habían sido extraídos de la tesorería del Estado, detalle que nunca pudo ser comprobado legalmente) y siendo protegido por el gobierno de Francisco Franco.
Rómulo Betancourt, durante su Gobierno, logró la extradición de Pérez Jiménez y se le siguió un prolongado juicio, que terminó con la sentencia condenatoria por un período menor que el que llevaba detenido, por lo que salió en libertad y voló a Madrid. En esta capital aceptó la postulación como candidato a senador por el Distrito Federal en las elecciones de 1968, resultando electo por un número considerable de votos. En 1969 la Corte Suprema de Justicia anuló la elección de Pérez Jiménez para el Senado, esgrimiendo como principal argumento que Pérez Jiménez no se había inscrito en el Registro Electoral ni había votado en las mismas elecciones.

## Primer exilio

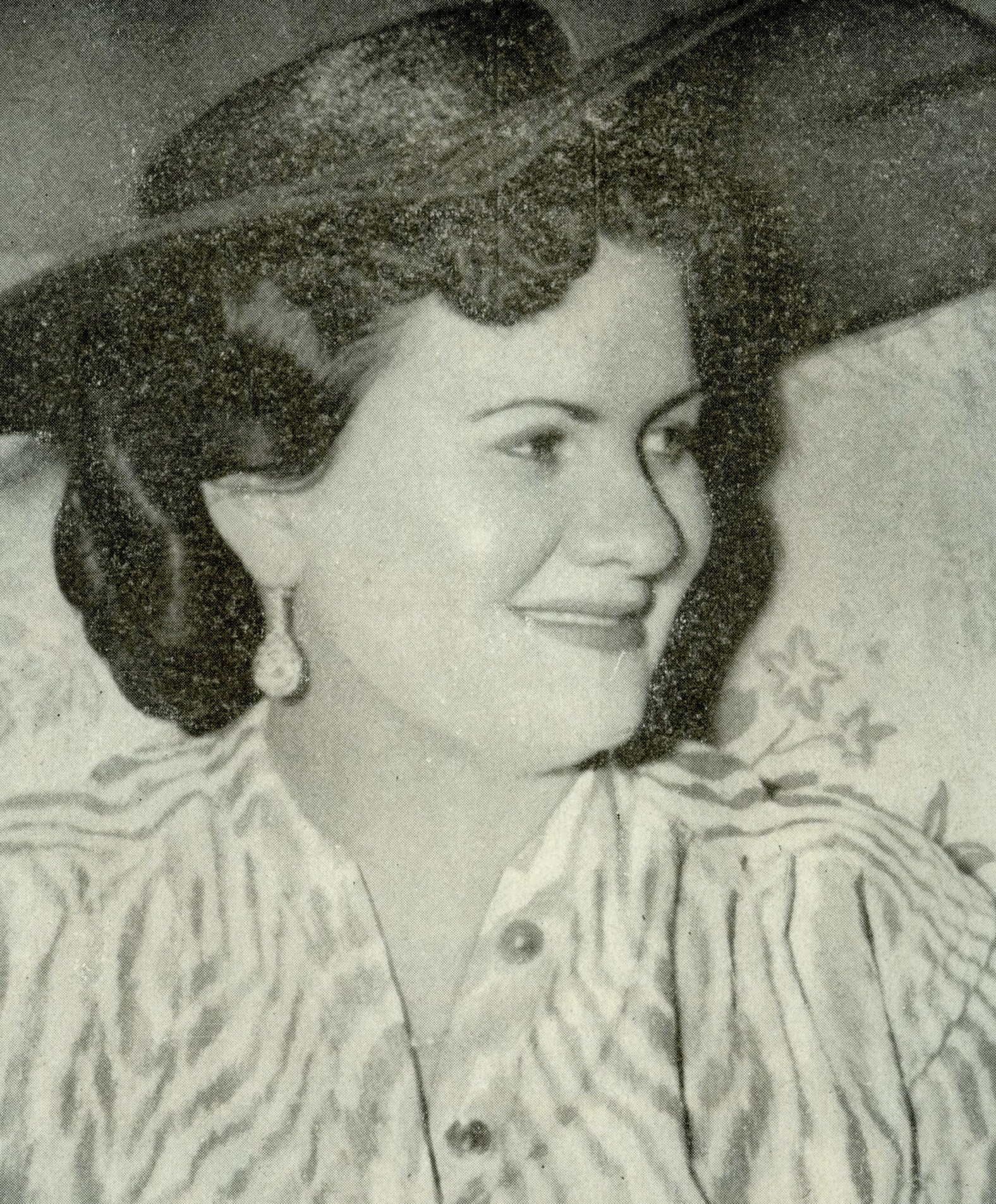
Flor María Chalbaud Castro Cardona Tejera

Luego del exilio de Pérez Jiménez, se concibe el Pacto de Puntofijo que se suscribe el 31 de octubre de 1958 en la residencia de Rafael Caldera que llevaba ese nombre, en Caracas. El pacto establece el compromiso de civilizar las relaciones partidistas, la defensa de la constitucionalidad y el derecho a gobernar de acuerdo con el resultado electoral; gobierno de unidad nacional, no hegemonía partidista y presentación de un programa mínimo común. Lo suscriben Rómulo Betancourt, Raúl Leoni, Gonzalo Barrios, de AD; Jóvito Villalba, Ignacio Luis Arcaya y Manuel López Rivas, de URD; y Rafael Caldera, Pedro del Corral y Lorenzo Fernández, por COPEI. Se reconocían así las amenazas aun latentes contra el régimen democrático y se echaban las bases de gobiernos de unidad, sin precedentes en el país.

## Detención y encarcelamiento
Estados Unidos recibió la solicitud de extradición de Pérez Jiménez el 21 de agosto de 1959 y fue detenido el día 25. El 16 de agosto de 1963, el gobierno venezolano presidido por Rómulo Betancourt en convenio con el estadounidense obtuvo la extradición de Pérez Jiménez. El 17 de agosto fue extraditado a Venezuela. Encarcelado y sentenciado a cuatro años de prisión por peculado y malversación de fondos, se le confinó en la Cárcel Modelo de Caracas. Durante cinco años estuvo encarcelado, al final de los cuales fue liberado al dictársele sentencia por un período menor al de su tiempo de reclusión.

## Segundo exilio
Luego se residenció en España aunque, al poco tiempo, en las elecciones generales de 1968, fue postulado senador por la agrupación política de derecha Cruzada Cívica Nacionalista (CCN) y fue elegido en ausencia; sin embargo, la Corte Suprema de Justicia invalidó su elección.
En 1968 se presentó a elecciones en la plancha del CCN y logró la votación necesaria para el senado; sin embargo la Corte Suprema de Justicia anuló esta elección. CCN logró postularlo para la presidencia de la república en los comicios de 1973 conscientes de la popularidad de Pérez Jiménez. Sin embargo, representantes de los partidos mayoritarios propusieron y aprobaron en el Congreso Nacional, una enmienda constitucional destinada específicamente a inhabilitarlo políticamente, mediante una aplicación retroactiva de la norma que impide la elección a cargos públicos a personas con sentencia firme, de más de 3 años. Pérez Jiménez se trasladó en avión a España el 1 de agosto de 1968, radicándose en la zona de La Moraleja, una de las zonas más exclusivas de Madrid.

### Últimos años
En enero de 1999, el recién electo presidente Hugo Chávez lo invitó a su toma presidencial, después de haberse juntado con él durante su campaña presidencial en 1998 y ofrecer darle públicamente el perdón para que pudiera terminar su vida en el país si resultaba electo, propuesta que Pérez Jiménez declinó aduciendo problemas de salud.
Pérez Jiménez sufrió un derrame cerebral que le sobrevino el domingo 7 de febrero de 1999. Los informes médicos indicaron que el paciente, que para entonces tenía 84 años, estaba en franca recuperación y se recuperaba en la clínica luz en la ciudad de Madrid, España. Aunque el general fue despreciado durante mucho tiempo en Venezuela, los cargos de asesinato en su contra fueron levantados el 12 de febrero de 1999, donde un tribunal venezolano decidió anular la medida jurídica donde le era prohibido estar en el territorio venezolano. Pérez Jiménez estaba acusado de ser el autor intelectual del asesinato del teniente León Droz Blanco, perpetrado el 10 de junio de 1954 en Barranquilla (Colombia), hecho por el que se dictó el 5 de septiembre de 1972 una auto de detención contra él.
Finalmente el expresidente y General de División retirado, Marcos Pérez Jiménez, falleció el 20 de septiembre de 2001 en Alcobendas, España tras un ataque al corazón y el haber perdido la consciencia en sus últimas semanas. Su cuerpo fue incinerado el 21 de septiembre. Sus familiares expresan la esperanza de devolver sus restos a Venezuela "algún día".

## Legado

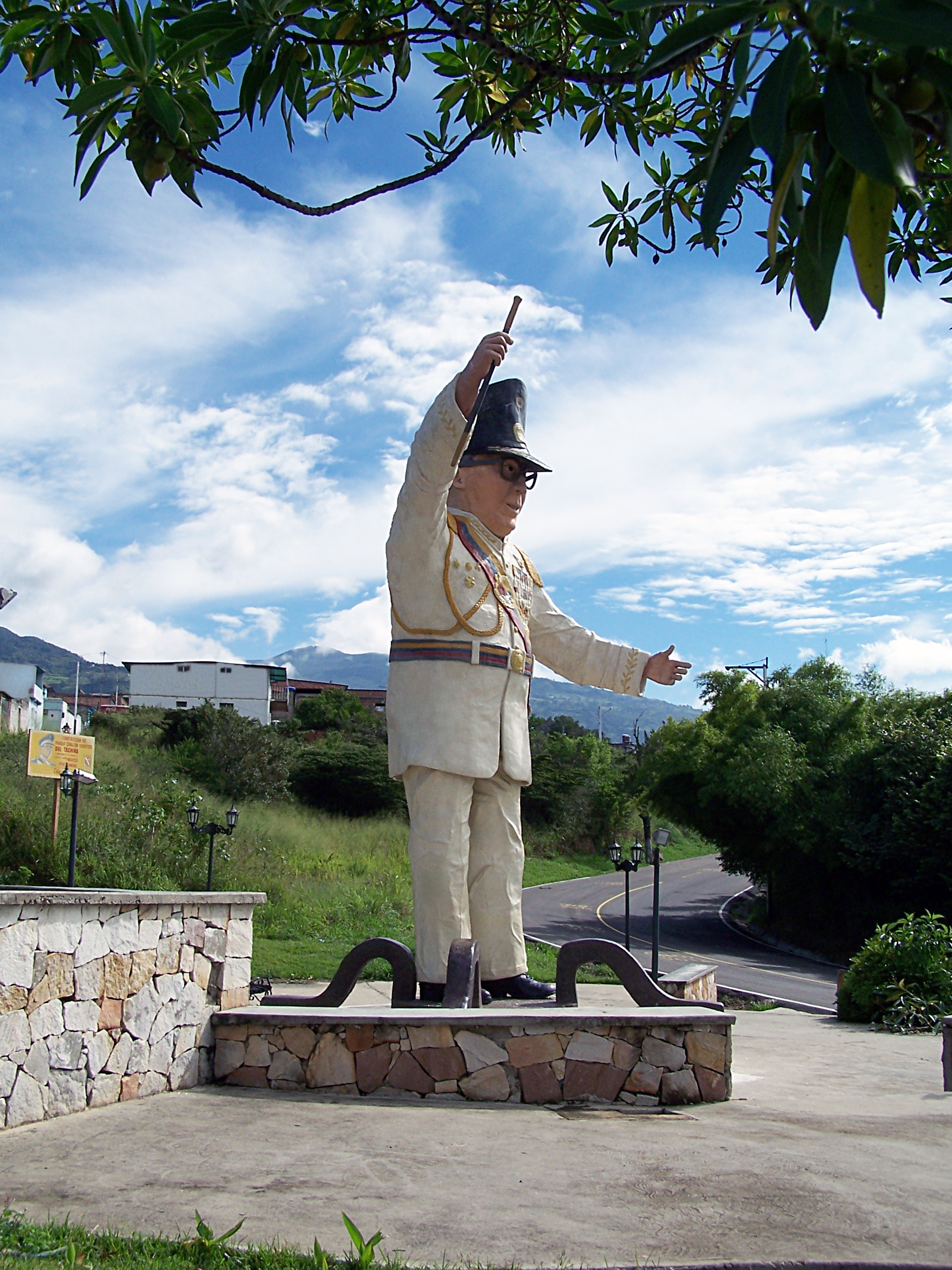
Monumento a Marcos Pérez Jiménez en su pueblo natal, Michelena, estado Táchira

En su edición del 28 de febrero de 1955, Marcos Pérez Jiménez fue portada de la revista estadounidense Time, mientras era dictador. Junto al retrato de la portada, podía leerse la frase "From buried riches, a golden rule" (De las riquezas enterradas, una regla de oro). El artículo de esta publicación dedicado al gobernante fue titulado "VENEZUELA: Skipper of the Dreamboat" (Venezuela: Capitán del barco del ensueño).
Aunque las cosas terminaron mal para Pérez Jiménez entre cárceles y exilios, su imagen para algunos ciudadanos ha pasado por una especie de rehabilitación en ambos lados del espectro político hoy en día, según detallan algunos medios y columnas de opinión.[cita requerida][¿quién?] El período de Pérez Jiménez en el poder es recordado históricamente como un gobierno de raíces nacionalistas. Su gobierno estaba basado en un pragmatismo ideológico caracterizado por la Doctrina del Pozo Nacional, que para el régimen era expresado en que el Nuevo Ideal Nacional sería el faro filosófico para guiar las acciones del gobierno.[cita requerida]

Su legado político conocido como perezjimenismo fue sostenido por el partido político Cruzada Cívica Nacionalista (CCN), que tuvo escaños en el Congreso desde 1968 hasta 1978. En los últimos años hubo un renacimiento del perezjimenismo y el Nuevo Ideal Nacional, con numerosos grupos revisando y manteniendo el legado de Marcos Pérez Jiménez. El 25 de abril de 2010 el presidente Hugo Chávez comentó en una de las ediciones de su programa semanal Aló Presidente: 
"Yo creo que el general Pérez Jiménez fue el mejor presidente que tuvo Venezuela en mucho tiempo. (...) Fue mejor que Rómulo Betancourt, fue mejor que toditos ellos. No los voy a nombrar. (...) Lo odiaban porque era militar". Igualmente agregó: "Miren, si no hubiese sido por el general Pérez Jiménez, ¿ustedes creen que tendríamos Fuerte Tiuna, la Academia, la Efofac, el Círculo Militar, Los Próceres, la autopista Caracas-La Guaira, los superbloques del 23 de enero, la autopista del Centro, el Teleférico, la Siderúrgica, Guri?".
El gobierno del Frente Electoral Independiente (partido político de Marcos Pérez Jiménez) ha sido clasificado como "fascista". Varios testimonios revelan que supuestamente Pérez Jiménez sentía mucha admiración por Adolf Hitler y la Alemania nazi. Incluso mantuvo una relación amorosa con la espía alemana Marita Lorenz, la cual previamente había sido amante de Fidel Castro. Por todo ello, algunos consideran que Pérez Jiménez representó una especie de "fascismo" venezolano, el cual, en vez de estar representado por la superioridad racial como su contraparte alemana, se sustentó en el nacionalismo venezolano inspirado por la figura de Simón Bolívar y su proyecto de unidad latinoamericana frente a las potencias extranjeras.